# محوطه ده قاضی ۷
محوطه ده قاضی ۷ مربوط به هزاره سوم قبل از میلاد است و در شهرستان ایرانشهر، بخش بمپور، ۷/۴ کیلومتری شهر بمپور واقع شده و این اثر در تاریخ ۳۰ بهمن ۱۳۸۶ با شمارهٔ ثبت ۲۱۱۶۷ به‌عنوان یکی از آثار ملی ایران به ثبت رسیده است.